# العلاقات الغابونية الفيتنامية
العلاقات الغابونية الفيتنامية هي العلاقات الثنائية التي تجمع بين الغابون وفيتنام.

## مقارنة بين البلدين
هذه مقارنة عامة ومرجعية للدولتين:
| وجه المقارنة                                              | الغابون                        | فيتنام           |
| --------------------------------------------------------- | ------------------------------ | ---------------- |
| المساحة (كم2)                                             | 267.67 ألف                     | 331.69 ألف       |
| عدد السكان (نسمة)                                         | 2.03 مليون                     | 94.66 مليون      |
| الكثافة السكانية (ن./كم²)                                 | 7.58                           | 285.39           |
| العاصمة                                                   | ليبرفيل                        | هانوي            |
| اللغة الرسمية                                             | لغة فرنسية                     | اللغة الفيتنامية |
| العملة                                                    | فرنك وسط أفريقي                | دونغ فيتنامي     |
| الناتج المحلي الإجمالي (بليون دولار)                      | 14.62 مليار                    | 234.19 مليار     |
| الناتج المحلي الإجمالي (تعادل القوة الشرائية) بليون دولار | 34.65 مليار                    | 553.42 مليار     |
| الناتج المحلي الإجمالي الاسمي للفرد دولار أمريكي          | 8.27 ألف                       | 2.48 ألف         |
| الناتج المحلي الإجمالي للفرد دولار أمريكي                 | 19.43 ألف                      | 5.63 ألف         |
| مؤشر التنمية البشرية                                      | 0.684                          | 0.666            |
| رمز المكالمات الدولي                                      | +241                           | +84              |
| رمز الإنترنت                                              | .ga                            | .vn              |
| المنطقة الزمنية                                           | ت ع م+01:00، توقيت غرب أفريقيا | ت ع م+07:00      |

## منظمات دولية مشتركة
يشترك البلدان في عضوية مجموعة من المنظمات الدولية، منها:
| علم المنظمة | اسم المنظمة                        | تاريخ انضمام الغابون | تاريخ انضمام فيتنام |
| ----------- | ---------------------------------- | -------------------- | ------------------- |
|             | يونسكو                             | 16 نوفمبر 1960       | 6 يوليو 1951        |
|             | الفريق المعني برصد الأرض           | ?                    | ?                   |
|             | مؤسسة التمويل الدولية              | 20 أكتوبر 1970       | 4 أغسطس 1967        |
|             | منظمة حظر الأسلحة الكيميائية       | ?                    | ?                   |
|             | مؤسسة التنمية الدولية              | 4 نوفمبر 1963        | 24 سبتمبر 1960      |
|             | منظمة التجارة العالمية             | ?                    | 11 يناير 2007       |
|             | وكالة ضمان الاستثمار متعدد الأطراف | 26 مارس 2003         | 5 أكتوبر 1994       |
|             | الاتحاد البريدي العالمي            | ?                    | ?                   |
|             | الاتحاد الدولي للاتصالات           | 28 ديسمبر 1960       | 24 سبتمبر 1951      |
|             | منظمة الشرطة الجنائية الدولية      | ?                    | ?                   |
|             | الأمم المتحدة                      | 20 سبتمبر 1960       | 20 سبتمبر 1977      |
|             | البنك الدولي للإنشاء والتعمير      | 10 سبتمبر 1963       | 21 سبتمبر 1956      |

## وصلات خارجية
- موقع وزارة الخارجية الفيتنامية